# Alexander Åkerhielm
Bror Christian Alexander Bonde Åkerhielm af Margretelund (i riksdagen kallad Åkerhielm i Landskrona), född 7 juli 1830 i Riseberga socken, Kristianstads län, död 15 mars 1898 i Landskrona församling, Malmöhus län, var en svensk friherre, borgmästare och politiker. Han var borgmästare i Landskrona 1869–1898.
Han företrädde ridderskapet och adeln vid ståndsriksdagen 1856–1858. Åkerhielm var senare ledamot av riksdagens andra kammare 1874–1875, invald i Landskrona stads valkrets i Malmöhus län.